# Славошевек
Славошевек (пол. Sławoszewek) — село в Польщі, у гміні Клечев Конінського повіту Великопольського воєводства.
Населення — 460 осіб (2011).
У 1975-1998 роках село належало до Конінського воєводства.

## Демографія
Демографічна структура станом на 31 березня 2011 року:
|          | Загалом | Допрацездатний вік | Працездатний вік | Постпрацездатний вік |
| -------- | ------- | ------------------ | ---------------- | -------------------- |
| Чоловіки | 217     | 46                 | 157              | 14                   |
| Жінки    | 243     | 64                 | 141              | 38                   |
| Разом    | 460     | 110                | 298              | 52                   |